# RoseAnne Archibald
RoseAnne Archibald est une militante et femme politique canadienne des Premières Nations et l'actuelle cheffe nationale de l'Assemblée des Premières Nations (APN) depuis le 8 juillet 2021. Elle est la première femme cheffe nationale de l'Assemblée des Premières Nations.
Elle est élue pour la première fois cheffe de la nation Taykwa Tagamou en 1990, étant la première femme et la plus jeune cheffe à être élue, à l'âge de 23 ans. Elle est la première femme et la plus jeune grande cheffe adjointe de la nation Nishnawbe Aski en 1991, et la première femme et la plus jeune grand chef du Conseil Mushkegowuk en 1994. Elle est devenue la première femme élue au poste de cheffe régionale de l'Ontario en 2018. Pendant ce mandat, RoseAnne Archibald fait l'objet d'une enquête indépendante après que le personnel de l'APN l'ait accusée d'intimidation et de harcèlement. Bien que l'APN ait jugé les allégations crédibles, elle soutient que l'enquête est une mesure de représailles. En 2021, elle remporte l'élection de chef national de l'Assemblée des Premières Nations le deuxième jour du scrutin, après que Reginald Bellerose, qui était en deuxième position, ait cédé la victoire.